# Zizou Bergs
Zizou Bergs (* 3. Juni 1999 in Lommel) ist ein belgischer Tennisspieler.

## Karriere
Zizou Bergs spielte von 2014 bis Ende 2017 international erfolgreich auf der Juniorentour. Er erreichte Platz 12 der Junioren-Weltrangliste. Sein bestes Abschneiden bei einem Grand-Slam-Turnier war das Halbfinale bei den US Open 2016 im Doppel.
Bergs erhielt 2016 erstmals eine Wildcard für die Qualifikation beim ATP-Turnier in Antwerpen. Er unterlag in Runde eins dem Franzosen Pierre-Hugues Herbert im Tie-Break des Entscheidungssatzes. 2017 verlor er an gleicher Stelle relativ glatt gegen Stefanos Tsitsipas. 2018 unterlag er wieder im Tie-Break im dritten Satz gegen Félix Auger-Aliassime und vergab dabei zwei Matchbälle. Ansonsten spielte Bergs ausschließlich auf Futures und konnte dort im Jahr 2019 seinen dritten Titel gewinnen – nach zwei Titeln 2018. In Deutschland spielte Bergs in der ersten Bundesliga für den TK Blau-Weiss Aachen.
Anfang 2020 erreichte er zwei Endspiele bei Future-Turnieren, bevor die Tour wegen der COVID-19-Pandemie länger unterbrochen wurde. Im Oktober kehrte Bergs auf internationaler Ebene zurück. Beim Heimturnier in Antwerpen erhielt er erstmals eine Wildcard für das Hauptfeld und konnte bei seinem ATP-Debüt überraschend den Weltranglisten-45. Albert Ramos Viñolas mit 7:5, 7:5 bezwingen. In der zweiten Runde unterlag er dem an Position drei gesetzten Karen Chatschanow mit 7:5, 4:6 und 4:6. Im März 2021 gewann Bergs seinen ersten Challenger-Titel in St. Petersburg. Kurz darauf gewann er das Challenger-Turnier in Lille und Anfang Juni das Turnier in Almaty. Damit stand Bergs kurz vor dem Sprung in die Top 200.

## Erfolge
| Legende (Anzahl der Siege) |
| Grand Slam                 |
| ATP Finals                 |
| ATP Tour Masters 1000      |
| ATP Tour 500               |
| ATP Tour 250               |
| ATP Challenger Tour (9)    |

| ATP-Titel nach Belag |
| Hartplatz (0)        |
| Sand (0)             |
| Rasen (0)            |

### Einzel

#### Turniersiege
| Nr. | Datum             | Turnier         | Belag         | Finalgegner      | Ergebnis        |
| --- | ----------------- | --------------- | ------------- | ---------------- | --------------- |
| 1.  | 7. März 2021      | St. Petersburg  | Hartplatz (i) | Altuğ Çelikbilek | 6:4, 3:6, 6:4   |
| 2.  | 28. März 2021     | Lille           | Hartplatz (i) | Grégoire Barrère | 4:6, 6:1, 7:65  |
| 3.  | 13. Juni 2021     | Almaty          | Sand          | Timofei Skatow   | 4:6, 6:3, 6:2   |
| 4.  | 19. Juni 2022     | Ilkley          | Rasen         | Jack Sock        | 7:67, 2:6, 7:66 |
| 5.  | 23. April 2023    | Tallahassee (1) | Sand          | Wu Tung-lin      | 7:5, 6:2        |
| 6.  | 19. November 2023 | Drummondville   | Hartplatz (i) | James Duckworth  | 6:4, 7:5        |
| 7.  | 3. Dezember 2023  | Yokkaichi       | Hartplatz     | Michael Mmoh     | 6:2, 7:62       |
| 8.  | 21. April 2024    | Tallahassee (2) | Sand          | Mitchell Krueger | 6:4, 7:69       |

#### Finalteilnahmen

##### ATP Tour
| Nr. | Datum           | Turnier          | Belag     | Finalgegner    | Ergebnis  |
| --- | --------------- | ---------------- | --------- | -------------- | --------- |
| 1.  | 11. Januar 2025 | Auckland         | Hartplatz | Gaël Monfils   | 3:6, 4:6  |
| 2.  | 15. Juni 2025   | ’s-Hertogenbosch | Rasen     | Gabriel Diallo | 5:7, 6:78 |

### Doppel

#### Turniersiege
| Nr. | Datum         | Turnier | Belag         | Partner   | Finalgegner                        | Ergebnis  |
| --- | ------------- | ------- | ------------- | --------- | ---------------------------------- | --------- |
| 1.  | 11. März 2023 | Lugano  | Hartplatz (i) | David Pel | Constantin Frantzen Hendrik Jebens | 6:2, 7:66 |

## Abschneiden bei Grand-Slam-Turnieren

### Herreneinzel
| Turnier         | 2021 | 2022 | 2023 | 2024 | 2025 | Karriere |
| --------------- | ---- | ---- | ---- | ---- | ---- | -------- |
| Australian Open | —    | Q1   | 1    | 1    | 1    | 1        |
| French Open     | —    | Q1   | Q2   | 3    | 1    | 3        |
| Wimbledon       | —    | 1    | Q2   | 1    | 1    | 1        |
| US Open         | Q2   | Q3   | Q1   | 2    |      | 2        |

Zeichenerklärung: S = Turniersieg; F, HF, VF, AF = Einzug ins Finale / Halbfinale / Viertelfinale / Achtelfinale; 1, 2, 3 = Ausscheiden in der 1. / 2. / 3. Hauptrunde; Q1, Q2, Q3 = Ausscheiden in der 1. / 2. / 3. Qualifikationsrunde; nicht ausgetragen

### Junioreneinzel
| Turnier         | 2017 | Karriere |
| --------------- | ---- | -------- |
| Australian Open | 1    | 1        |
| French Open     | 1    | 1        |
| Wimbledon       | 1    | 1        |
| US Open         | 1    | 1        |

### Juniorendoppel
| Turnier         | 2016 | 2017 | Karriere |
| --------------- | ---- | ---- | -------- |
| Australian Open | —    | AF   | AF       |
| French Open     | —    | AF   | AF       |
| Wimbledon       | —    | 1    | 1        |
| US Open         | HF   | VF   | HF       |